# Бэнкс, Эрни
Эрнест (Эрни) Бэнкс (англ. Ernest "Ernie" Banks, 31 января 1931 — 23 января 2015) по прозвищу «Мистер Каб» и «Мистер Радость» — профессиональный американский бейсболист, выступавший на протяжении 19 сезонов в Главной лиге бейсбола (МЛБ) за клуб «Чикаго Кабс». 14-кратный участник матчей всех звёзд.
Бэнкс родился и вырос в Далласе. В 1950 году он начал выступать в Негритянской лиге за клуб «Канзас-Сити Монархс». Позже два года служил в вооружённых силах США и, вернувшись, продолжил выступать за «Монархс». В сентябре 1953 года Бэнкс дебютировал в высшей лиге за «Чикаго Кабс» и уже в 1955 году принял участие в матче всех звёзд. В 1958 и 1959 годах он становился самым ценным игроком Национальной лиги. По ходу сезона 1961 года Эрни был переведён с позиции шорт-стопа в левый филд, а потом и на позицию игрока первой базы. В середине 1960-х годов результативность Бэнкса стала падать, однако менеджер «Кабс» Лео Дурошер не мог посадить игрока на скамейку запасных из-за большой популярности того среди болельщиков. В 1970 году Бэнкс выбил свой 500-й хоум-ран. С 1967 по 1971 год он был играющим тренером «Кабс», а в 1972 году, после завершения игровой карьеры, вошёл в тренерский состав клуба.
Бэнкс был активным членом чикагского сообщества во время выступления за «Кабс» и после завершения игровой карьеры. Он основал благотворительную организацию и стал первым в США чернокожим дилером Ford Motor Company, а также участвовал в политике. В 1977 году Бэнкс был включён в Национальный бейсбольный Зал славы, а в 1999 году в сборную столетия МЛБ. В 2013 году Эрни Бэнкс был награждён Президентской медалью Свободы за вклад в спорт.

## Ранние годы
Эрни Бэнкс родился 31 января 1931 года в Далласе (штат Техас, США) в семье Эдди и Эззи Бэнкс. У него было одиннадцать братьев и сестёр, десять из которых были младше его . Его отец работал на стройке, грузчиком на складе продовольственных товаров, а также играл в бейсбол в техасской полупрофессиональной команде для чернокожих. В детстве Бэнкс не увлекался бейсболом, отдавая предпочтение плаванию, баскетболу и американскому футболу. Однако его отец хотел, чтобы сын играл в бейсбол, и всячески поощрял это. Так, он купил Эрни в местном магазине фиксированной цены за 2,98 доллара бейсбольную перчатку, а также стал платить ему несколько центов за каждую игру. Мать же Эрни хотела чтобы её сын пошёл по стопам деда и стал проповедником.
Бэнкс учился в старшей школе Букера Ти Вашингтона, где был членом баскетбольной, футбольной и легкоатлетической сборных. Летом же он играл за церковную софтбольную команду. Согласно профессору истории Тимоти Гилфойлу, бейсбольный талант Бэнкса был открыт другом семьи Биллом Блэром, работавшим скаутом «Канзас-Сити Монарх» из Негритянской лиги. Другие источники утверждают, что Эрни был замечен игроком «Монархс» Кул Папой Беллом.
Эрни окончил школу в 1950 году, а в 1951 году он был призван на службу в вооружённые силы США и служил в Германии во время Корейской войны. Во время тренировок он получил травму колена, но уже через несколько недель отдыха и лечения полностью оправился. Бэнкс исполнял обязанность знаменосца 45-го зенитно-артиллерийского батальона в Форте-Блиссе, где иногда играл против «Гарлем Глобтроттерс». В 1953 году он был демобилизован и остаток сезона провёл в «Монархс», где реализовывал 34,7 % выходов на биту. Позже Бэнкс писал: «Игра за „Канзас-Сити Монархс“ была моей школой, моей учёбой, моим миром. Это было всей моей жизнью». Когда Бэнкса продали в «Чикаго Кабс», он с неохотой расставался со своими товарищами по команде.

## Карьера в МЛБ

### Первые годы
Сезон 1953 года Бэнкс начал в основном составе «Кабс», став одним из немногих игроков негритянских лиг, попавших сразу в МЛБ и не игравших в низших лигах. Кроме того, он стал первым чернокожим игроком в истории «Чикаго Кабс». Бейсбольные историки Ларри Моффи и Джонатан Кронштадт описывали его так: «Он не был борцом. Он был настолько благодарен, что может зарабатывать на жизнь играя в бейсбол, что у него не было времени на изменение мира, и, если это означало, что некоторые люди называли его Дядей Томом, то так тому и быть. Бэнкс не пытался изменить мнение людей о цвете его кожи; все его мысли были о бейсболе». Его дебют в высшей лиге состоялся 17 сентября в домашней игре «Кабс» на «Ригли-филде». Всего в первом сезоне Эрни отыграл десять игр.
Во время одной из первых игр Бэнкс встретился с Джеки Робинсоном, и их разговор сильно повлиял на дальнейшую карьеру Бэнкса. Робинсон тогда сказал ему: «Эрни, я рад видеть тебя здесь, так что слушай и учись». И, по словам Эрни, в течение многих лет, не болтая, он узнал многое о людях. Со временем Бэнкс стал чаще высказывать своё мнение по поводу расовых вопросов и как-то обсудил свои взгляды с товарищем по команде Билли Уильямсом, который посоветовал ему продолжать молчать. Уильямс привёл ему пример с рыбами, которые попадаются, когда открывают свой рот. Позже Бэнкс признался: «Я держал свой рот на замке, но старался изменить мир к лучшему. Всю свою жизнь я просто старался сделать людей лучше».
В 1954 году, официально считающемся дебютным сезоном Бэнкса, его партнёром в инфилде стал ещё один афроамериканский игрок Джин Бэйкер. Во время выездных матчей Бэнкс и Бэйкер жили в одной комнате, а на поле стали первой чернокожей связкой в истории МЛБ, выполнившей дабл-плей. В то время на первой базе выступал Стив Билко, и комментатор «Кабс» Берт Уилсон называл связку Бэнкс-Бэйкер-Билко — «Бинго на Бэнго на Билко». В своём дебютном сезоне Бэнкс выбил 19 хоум-ранов и занял второе место в голосовании на звание лучшего новичка, уступив только Уолли Муну. В этом же сезоне он стал использовать более лёгкие биты после того, как в одной из игр по ошибке взял чужую биту и ему понравилось то, как легко ею было бить.

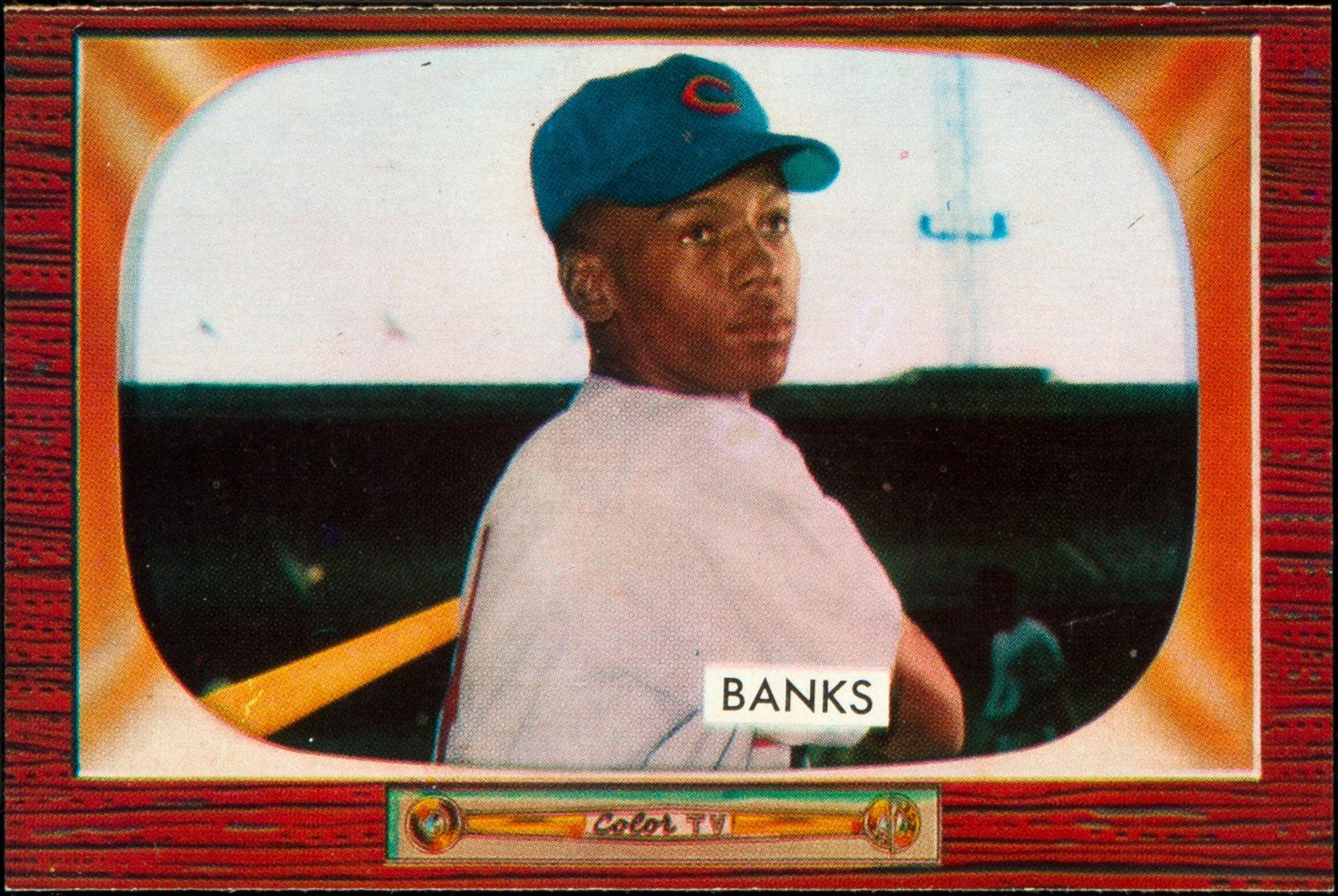
Бэнкс в 1955 году

В сезоне 1955 года процент реализации выходов на биту у Бэнкса составил 29,5 %; он выбил 44 хоум-рана и сделал 117 runs batted in (RBI). Он установил рекорд МЛБ по количеству выбитых хоум-ранов за один сезон среди шорт-стопов, а также рекорд по количеству выбитых грэнд-слэмов в одном сезоне — 5. Благодаря своему успешному выступлению он был приглашён для участия в матче всех звёзд МЛБ и занял третье место в голосовании на звание самого ценного игрока. «Кабс» же закончили сезон с результатом 72-81, выиграв всего 29 из 77 гостевых матчей.
В 1956 году Бэнкс пропустил 18 игр из-за инфекции в руке и прервал свою серию из 424 подряд проведённых игр. Сезон 1957 года он закончил с 28 хоум-ранами и 85 RBI, а сезон 1958 года с 43 хоум-ранами и 102 RBI. В 1958 и 1959 годах Бэнкс становился самым ценным игроком Национальной лиги. Таким образом, он стал первым в истории НЛ игроком, завоевавшим титул самого ценного игрока два года подряд. В 1958 году Бэнкс стал лидером НЛ по количеству хоум-ранов (47), а также был лидером по RBI в обоих сезонах. Несмотря на удачное выступление Бэнкса, «Кабс» не удавалось одержать в сезоне больше побед, чем поражений. Так, в сезоне 1959 года «Кабс» одержали всего 74 победы при 80 поражениях. В 1960 году Бэнкс стал лидером МЛБ по хоум-ранам (41), выбил 117 RBI, а также в шестой раз за семь сезонов стал лидером лиги по количеству сыгранных матчей в сезоне. Кроме того, он стал обладателем награды «Золотая перчатка» среди шорт-стопов. Его достижения на игровом поле настолько впечатляли, что журналист «Ассошиэйтед Пресс» Джо Райхер накануне Мировой серии 1960 года написал, что «Милуоки Брэйвз» были готовы заплатить наличными и обменять питчеров Джо Джея, Карлтона Уилли, Дона Ноттербарта, аутфилдера Билли Брутона, шорт-стопа Джонни Логана и игрока первой базы Френка Торре на одного лишь Бэнкса.

### Переход на первую базу
В 1961 году Бэнкс стал испытывать проблемы с коленом, которое он травмировал во время службы в армии. Ему стало труднее резко перемещаться по игровому полю, что требуется от игрока на позиции шорт-стопа, и он решил хотя бы на четыре игры сделать перерыв. Таким образом, он прервал свою серию из 717 проведённых игр подряд и перестал быть претендентом на рекорд НЛ по этому показателю, который принадлежал Стену Мьюзиэлу (895 игр). В мае руководство «Кабс» объявило, что Джерри Киндел заменит Бэнкса на позиции шорт-стопа, а тот перейдёт в левый филд. Первоначально Бэнкс чувствовал себя неуютно на новой позиции, так как никогда прежде не играл в аутфилде. К тому же мяч редко прилетал в эту часть поля и он редко вступал в игру. Эрни также отмечал игрока центр-филда Ричи Эшбурна, который помог ему освоиться на новом месте, благодаря чему за 23 игры на этой позиции он совершил всего одну ошибку. В июне Эрни был переведён на первую базу, заменив на этой позиции бывшего игрока первой базы и тренера «Кабс» Чарли Гримма.
В 1961 году «Кабс» кардинально изменили систему руководства команды. Клуб ввёл коллегию тренеров — группу из 12 человек, которые должны были совместно принимать решения. Такой подход сильно отличался от общепринятого в МЛБ, где решение принимает менеджер. В сезоне 1962 года Бэнкс надеялся вернуться на позицию шорт-стопа, однако коллегия тренеров решила, что он останется на первой базе. В мае 1962 года во время одной из игр произошёл неприятный инцидент. Питчер соперников Мо Драбовский попал фастболом Эрни в голову. От удара Бэнкс потерял сознание и его унесли с поля. В тот же день у него диагностировали сотрясение мозга, и он провёл две ночи в больнице, после чего пропустил игру в понедельник, а уже во вторник выбил три хоум-рана и сделал дабл.
В мае 1963 года Бэнкс установил рекорд МЛБ для игроков первой базы по количеству пут-аутов, сделанных в одной игре (22). Однако в середине сезона он заболел свинкой и был вынужден пропустить некоторое количество игр; в итоге его статистика на конец сезона была следующей: процент отбивания 22,7, 18 хоум-ранов и 64 RBI. Несмотря на провальный по стандартам Бэнкса сезон, «Кабс» впервые с 1940-х годов одержали в сезоне больше побед, чем потерпели поражений. Следуя предписаниям докторов, Эрни пропустил межсезонные тренировки и подошёл к сезону 1964 года с небольшим лишним весом. Это, однако, не помешало ему показать хорошую статистику в сезоне, но «Кабс» вновь провалились в регулярном чемпионате. В 1965 году Бэнкс вновь стал участником матча всех звёзд МЛБ, а 2 сентября выбил свой 400 хоум-ран. Чикагский клуб же продолжил невзрачную игру и по итогам сезона потерпел убытки в размере 1,2 млн долларов, которые частично были покрыты за счёт доходов от теле- и радиотрансляций и аренды «Ригли-филда» футбольным клубом «Чикаго Беарз».
В 1966 году менеджером «Кабс» стал Лео Дурошер. Руководство команды надеялось, что Дурошер сможет возродить интерес болельщиков к клубу, однако команда завершила сезон на последнем месте с результатом 59—103 — худшим показателем в карьере Дурошера. Бэнкс же за сезон выбил всего 15 хоум-ранов. Сам Дурошер был расстроен, что не мог ни обменять, ни посадить на скамейку запасных стареющего Бэнкса. В своей автобиографии Дурошер так вспоминал этот момент: «он был великим игроком в своё время. К сожалению, его время не было моим. И ещё хуже, что я ничего не мог сделать с этим. Он не мог бегать, не мог играть в поле, а в конце он не мог даже отбивать. Некоторые игроки могут инстинктивно делать правильные вещи в игре на базах. У Эрни же был непреодолимый инстинкт делать неправильные. Но я должен был давать ему возможность играть. Должен был давать ему играть, или на улицах началась бы революция». С другой стороны Бэнкс так отзывался о Дурошере: «Если бы в начале моей карьере был кто-нибудь, похожий на него…Он заставил меня пойти на что-то большее ради победы». Дурошер проработал в «Кабс» до середины сезона 1972 года, после которого Бэнкс объявил о завершении своей карьеры.
В своей автобиографии «Mr. Cub», опубликованной примерно в то же время, когда он завершил карьеру, он написал, что в его отношениях с Дурошером было слишком много расовых противоречий, и так подытожил свои взгляды на расовый вопрос:

Моя расовая философия состоит в том, что я сам себе хозяин и сам буду определять как мне жить. Я не полагаюсь ни на чьё мнение. Я смотрю на человека, как на личность; мне безразличен цвет его кожи. Некоторые считают, что из-за того, что вы чёрный, к вам никогда не будет относиться справедливо, и вы должны высказывать своё мнение, бороться за него. Я так не считаю. Вы не можете насильно переубедить дурака … Если человек не любит меня потому что я чёрный, это нормально. Я просто пойду в другое место, но я не собираюсь позволить ему изменить мою жизнь.— Эрни Бэнкс
В сезоне 1967 года руководство «Кабс» назначило Бэнкса играющим тренером. В то же время он стал бороться за позицию игрока первой базы с Джоном Боккабеллом, но вскоре Дурошер окончательно вывел Эрни из стартового состава. Несмотря на это, ему удалось за сезон выбить 23 хоум-рана, набрать 95 очков и принять участие в матче всех звёзд. По окончании сезона 1967 года в журнале Ebony появилась информация, что Бэнкс ни в одном из своих сезонов не зарабатывал более 65 000 долларов (459 736 долларов на 2015 год). Между сезонами 1958 и 1959, когда Бэнкс становился самым ценным игроком, его зарплата выросла с 33 000 до 50 000 долларов, однако некоторые игроки в то время зарабатывали 100 000 долларов.

### Последние сезоны
В 1968 году, в знак признания его профессиональных и личных качеств, Бэнкс стал обладателем мемориальной награды Лу Герига. 37-летний Бэнкс закончил сезон с 32 хоум-ранами, 83 RBI и процентом реализации выходов на биту 24,6 %. В 1969 году «Кабс» были близки к тому, чтобы стать чемпионами Национальной лиги, однако в сентябре упустили лидерство в 8,5 побед. В этом году Бэнкс принял участие в своём последнем матче всех звёзд МЛБ. В следующем сезоне, 12 мая 1970 года, Эрни выбил на «Ригли-филде» свой 500-й хоум-ран, а 1 декабря 1971 года объявил о завершении игровой карьеры, однако продолжал работать тренером «Кабс» до 1973 года. Следующие три сезона он проработал инструктором в низших лигах и в руководстве «Кабс».

## После завершения игровой карьеры
В 1966 году Бэнкс работал в Seaway National Bank, а также заочно проходил курсы по банковскому делу. Позже он работал в страховой компании и в New World Van Lines. Хотя Бэнкс получал достаточно скромную зарплату по сравнению с другими звёздным игроками, он послушался совета Ригли и инвестировал большую часть своих денег в различные бизнес-проекты. После завершения карьеры он продолжал копить сбережения и к 55 годам его состояние оценивалось в 4 млн долларов.
В 1967 году Бэнкс и Боб Нельсон стали первыми в США чернокожими дилерами Ford Motor Company. Нельсон был первым не белым офицером в Военно-воздушных силах США во время Второй мировой войны и до совместного бизнеса с Бэнксом был дилером импортных автомобилей. В 1969 году Бэнкс был назначен в совет директоров Chicago Transit Authority. Он также путешествовал по Европе и встречался с Папой Римским, который вручил ему медаль.
По завершении игровой карьеры Бэнкс стал послом «Кабс», однако, согласно журналисту Филу Роджерсу, команда никогда не включала бывшего игрока в руководство и его слова не имели большого влияния. В 1983 году, вскоре после того, как Wrigley продали клуб Tribune Company, пути Бэнкса и «Кабс» на некоторое время разошлись. Роджерс писал, что новыми владельцами Эрни Бэнкс рассматривался как «сумасшедший дядюшка, который торчит у вас дома без какой-либо причины». Роджерс рассказал, что команда на правах анонимности оповестила СМИ, что Бэнкс был уволен из-за своей неадекватности. Однако вскоре отношения между Бэнксом и «Кабс» наладились и тот стал появляться на мероприятиях в поддержку своей бывшей команды.
В 2006 году газета Crain’s Chicago Business писала, что Бэнкс входил в группу бизнесменов, намеревавшихся купить «Чикаго Кабс» в случае, если Tribune Company будет продавать клуб. Эрни также основал благотворительный фонд Live Above & Beyond Foundation, помогающий малообеспеченным жителям в получении медицинской помощи, самоутверждении и развитии других возможностей. В поддержку своего фонда он в 2008 году выпустил вино Ernie Banks 512 Chardonnay, все доходы от продажи которого пошли на благотворительность.
Эрни Бэнкс умер в чикагской больнице от сердечного приступа 23 января 2015 года, всего за семь дней до своего 84-летия. Его смерть вызвала широкий резонанс в обществе. Мэр Чикаго Рам Эмануэль в своём заявлении сказал следующее: «Эрни Бэнкс был больше, чем просто бейсболистом. Он был одним из величайших представителей Чикаго. Он любил этот город так же, как он любил бейсбол». Президент США Барак Обама и его жена Мишель назвали Бэнкса «невероятным послом бейсбола и Чикаго». Президент Обама отметил его «весёлый нрав, его оптимизм и его твёрдую веру, что „Кабс“ когда-нибудь дойдут до самого верха».

## Личная жизнь
Ещё проходя военную службу в Германии, Бэнкс написал письмо своей девушке Молли Эктор с предложением выйти за него замуж. Когда он вернулся в США в 1953 году, пара официально оформила свои отношения. Однако уже через два года они подали на развод, ненадолго снова сойдясь в начале 1959 года. Летом того же года они окончательно завершили бракоразводный процесс, и Бэнкс согласился выплатить своей жене 65 000 долларов в качестве алиментов. Вскоре после развода Эрни стал встречаться с Элойс Джонсон, которая родила ему троих детей — двух сыновей и дочь. В 1963 году Эктор подала в суд иск против Бэнкса, утверждая что тот не выполняет условия бракоразводного соглашения и не оплачивает страховку её жизни.
Бэнкс был республиканцем и в 1963 году неудачно баллотировался от республиканской партии в олдермены Чикаго. После поражения он сказал: «Люди знают меня только как бейсболиста. Они не считают меня достаточно квалифицированным для работы на государственной должности, и я никак не могу изменить мой образ…Что я узнал, так это то, что для меня будет трудно дистанцироваться от моей бейсбольной жизни и я должен буду расплачиваться за это после того, как моя игровая карьера закончится».
В 1981 году Бэнкс развёлся с Элойс. В результате бракоразводного процесса его бывшей жене кроме прочего досталось и несколько ценных предметов со времён его профессиональной карьеры, включая мяч, которым он выбил 500-й хоум-ран. Вскоре после развода его бывшая жена продала эти вещи. В 1984 году он вновь женился. В 1993 году его третья жена Марджорит входила в группу, которая встречалась с руководством МЛБ, чтобы обсудить расовые вопросы в лиге после того, как разразился скандал с расовыми высказываниям владельца «Цинциннати Редс» Марджа Шота. В 1997 году Эрни женился на Лиз Эллзи, а свидетелем на его свадьбе был Хэнк Аарон. В конце 2008 года пара усыновила девочку.
Племянник Бэнкса Боб Джонсон выступал на позиции кэтчера в «Техас Рейнджерс» с 1981 по 1983 года, а его внучатый племянник Эйси Ло выступал в Национальной баскетбольной ассоциации.

## Характеристика игрока
Бэнкс считается одним из лучших игроков на позиции шорт-стопа. Он был не похож на мощных отбивающих того времени, таких как Бейб Рут и Фрэнк Ховард, став первым шорт-стопом, совмещавшим не только хорошую игру в защите, но и умение сильно отбивать мяч. При росте в 185 см его вес составлял всего 82 кг, однако он обладал хорошей мускулатурой. Так игрок «Филадельфии Филлис» Робин Робертс однажды заметил: «От локтей и ниже у него мускулатура как у 105-килограммового!». Он никогда не обладал большой скоростью перемещения по базам, однако компенсировал её силой своих ударов, что даже позволяло ему в некоторых сезонах быть среди лидеров МЛБ по количеству триплов. За свою карьеру в МЛБ Бэнкс выбил 512 хоум-ранов, из них 277 на позиции шорт-стопа, что на момент завершения им карьеры было рекордом лиги (в настоящее время этот рекорд принадлежит Келу Рипкену младшему — 345). Вторую половину своей карьеры Эрни провёл на позиции игрока первой базы, но хотя на ней он провёл больше игр, чем на позиции шорт-стопа (1259 против 1125 игр), позиция шорт-стопа всё равно считается для него основной, так как именно на ней он показывал свои лучшие результаты.
Бэнкс также показывал довольно неплохую игру в защите, и его зонный фактор был выше среднего уровня по лиге, однако в начале своей карьеры он допускал довольно много ошибок. Благодаря работе на тренировках он смог улучшить этот показатель и в 1959 году сделал всего 12 ошибок, а в 1960 году получил награду «Золотая перчатка» как лучший игрок в защите на своей позиции. Он был лидером НЛ по пут-аутам пять раз, а также три раза лидером НЛ по проценту филдинга среди шорт-стопов и один раз — среди игроков первой базы.
В первой половине карьеры Бэнкс считался одним из самых выносливых игроков МЛБ. С начала своей карьеры до первой травмы, из-за которой он был вынужден пропустить свою первую игру, он отыграл подряд 424 матча. После восстановления формы Бэнкс с 1957 по 1961 год провёл ещё 717 матчей подряд и лишь из-за травмы колена был вынужден прервать эту серию.

## Наследие

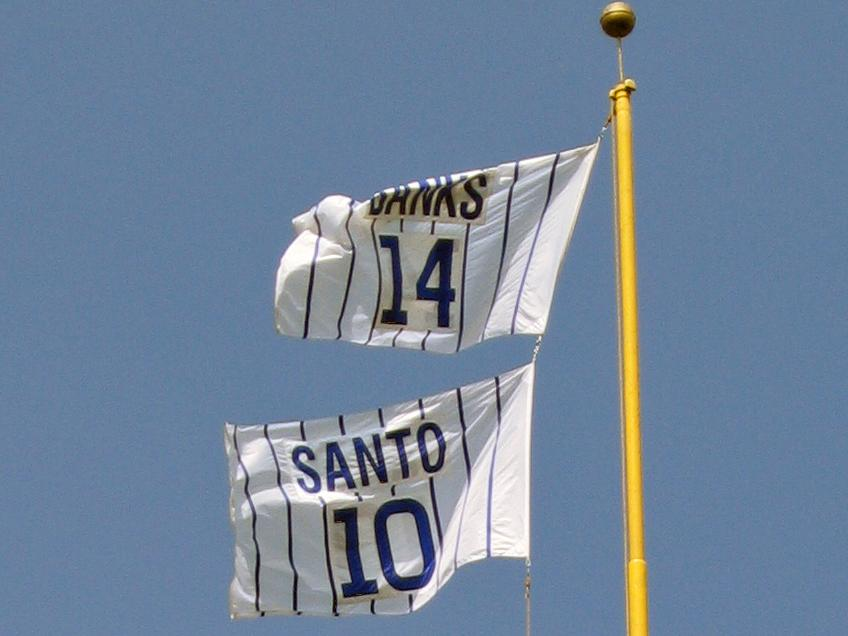
Номер Бэнкса над «Ригли-филд» в Чикаго

Бэнкс удерживает рекорд «Кабс» по количеству сыгранных матчей (2528), количеству выходов на биту (9421), экстра-базовым хитам (1009) и количеству занятых баз (4706). Ему принадлежит рекорд МЛБ по количеству проведённых матчей без попаданий в плей-офф (2528). В своих мемуарах, выражая свою любовь к «Кабс» и владельцу клуба Филипу Ригли, он написал, что не жалеет о подписании контракта с «Кабс», а не с какой-нибудь более успешной командой. Популярность Бэнкса и его положительное отношение принесло ему прозвища «Мистер Каб» (англ. Mr. Cub) и «Мистер Радость» (англ. Mr. Sunshine). Одной из его знаменитых фраз стала: «Хороший день для бейсбольной игры…Давайте сыграем две!», свидетельствовавшая о его любви к бейсболу и желании как можно больше времени проводить на игровом поле.
В 1977 году Бэнкс был включён в Национальный бейсбольный Зал славы, получив 321 из 383 голосов. Хотя в тот год несколько игроков было выбрано Комитетом ветеранов и Специальным комитетом Негритянских лиг, он стал единственным игроком, выбранным Ассоциацией бейсбольных журналистов Америки. Официальная церемония включения состоялась 8 августа 1977 года, во время которой Бэнкс сказал: «У нас есть всё, что надо — солнце, свежий воздух и команда рядом. Давайте сыграем две!».
В 1982 году «Кабс» вывели из обращения и закрепили за Бэнксом его номер 14, таким образом, он стал первым игроком, за которым команда закрепила номер. Лишь спустя пять лет игрок «Кабс» — Билли Уильямс — удостоился этой чести во второй раз. По состоянию на 2015 год в «Кабс» за бейсболистами закреплено всего шесть номеров (включая номер игрока «Бруклин Доджерс» Джеки Робинсона, чей номер закреплён во всех клубах МЛБ).
Когда в 1984 году «Кабс» стали победителями Восточного дивизиона НЛ, клуб назвал Бэнкса своим почётным членом. В 1990 году он выполнил первую церемониальную подачу на матче всех звёзд МЛБ, походившем на «Ригли-филде». В 1999 году Бэнкс был включён в команду столетия МЛБ, а Society for American Baseball Research поставило его на 27 место в списке 100 величайших бейсболистов.
31 марта 2008 года в честь Бэнкса был открыт памятник перед стадионом «Ригли-филд». В том же году Эдди Веддер выпустил песню «All The Way» — песню о «Кабс», которую Эрни попросил музыканта написать в качестве подарка себе на день рождения. В 2009 году он был назван живой легендой Библиотеки Конгресса и вошёл в список тех «кто внес значительный вклад в разнообразие культурного, научного и общественного наследия Америки». 8 августа 2013 года Бэнкс стал обладателем Президентской медали Свободы. После вручения он рассказал, что подарил Президенту США Бараке Обаме биту, принадлежавшую Джеки Робинсону. В последние годы своей жизни он оставался в хороших отношениях с «Кабс» и часто появлялся на весенних тренировках на «Хохокэм-стэдиуме» в Аризоне. В 2013 году Гарри Стронг написал «у „Чикаго Кабс“ нет маскота, но он им и не так уж и нужен, когда лицо клуба всё ещё на виду».